# Корти, Марио (музыкант)
Марио Корти (итал. Mario Corti; 9 января 1882, Гвасталла — 18 февраля 1957, Рим) — итальянский скрипач.
Сын директора театра в своём родном городе. Первые уроки музыки получил у отца, затем окончил Болонский музыкальный лицей (1902) у Адольфо Массаренти (скрипка), Джузеппе Мартуччи и Марко Энрико Босси (композиция).
В последующие годы много концертировал как камерный музыкант, выступая дуэтом с пианистами Эрнесто Консоло и Аттилио Бруньоли, в составе трио вместе с пианистом Мецио Агостини (или Альфредо Казеллой) и виолончелистом Джильберто Крепаксом, а также в известном квинтете под руководством Бруно Муджеллини. В 1906 г. на конкурсной основе, при наличии 19 соперников, был избран главой кафедры скрипки в Пармской консерватории, где работал до 1914 г., затем на протяжении полутора лет преподавал в берлинской Консерватории Шарвенки, с 1915 г. работал в Риме. В 1927—1929 гг. вёл курс скрипки в Маннес-колледже в Нью-Йорке, затем вернулся в Рим. В 1936—1946 гг. руководил — сперва вместе с Альфредо Казеллой, затем с Гоффредо Петрасси — Фестивалем современной музыки в рамках Венецианского биеннале, в 1940—1946 гг. одновременно был одним из руководителей театра Ла Фениче.
Автор ряда сочинений, упражнений и транскрипций для скрипки. В 1914 г. опубликовал сборник неизданных скрипичных сочинений итальянских композиторов XVIII века (итал. Classici violinisti italiani).